# Оливний фільтр
Оли́вний фільтр  призначений для видалення (фільтрації) забруднень з моторних і трансмісійних олив, мастил або робочих рідин гідроприводів. Деколи використовується назва мастильний, масляний фільтр.

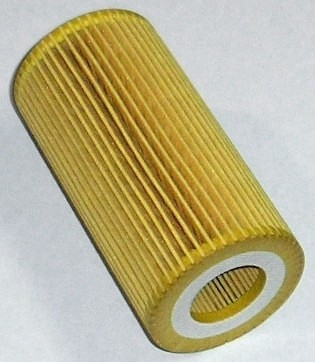
Фільтрувальний елемент (картридж) оливного фільтра двигуна автомобіля Volvo S40

## Використання
З часом, у  системі циркуляції оливи утворюються забруднення у вигляді  нагарів, металічної стружки і ін. Наймасовішим є використання оливних фільтрів у двигунах внутрішнього згоряння транспортних засобів, що експлуатуються у звичному режимі та у позашляхових умовах, легких літаків, а також морських суден. Оливні фільтри використовуються в різних типах гідравлічних систем. Гідравлічні системи транспортних засобів, наприклад, автоматичні коробки передач і гідропідсилювачі керма, часто також оснащені оливним фільтром. Використання оливних фільтрів вимагають і газотурбінні двигуни в авіації. Крім цих цілей, у видобутку нафти, її транспортуванні і переробці також використовують фільтри.

## Історія створення
Перший автомобільний оливний фільтр був запропонований в 1923 р. Ернестом Світлендом (Ernest Sweetland) і Джорджем Г. Грінгалгом (George H. Greenhalgh), що спочатку отримав назву «Purolator» (скорочення від англ. pure oil later — «чиста олива згодом»). Цей фільтр був неповнопотоковим: через фільтр протікала тільки невелика частина оливи. Основна ж маса оливи потрапляла в двигун безпосередньо. Фільтри такого типу використовувались у двигунах тривалий період. Сучасні неповнопотокові системи фільтрації для дизельних двигунів стають популярними у виробництві оскільки менш затратні в обслуговуванні.
Двадцять років пізніше з'явився перший повнопотоковий фільтр, в якому вся олива, перш ніж потрапити в двигун, проходила процедуру фільтрації. Однак для ефективної роботи такого фільтра необхідно, щоб обсяг оливи і її тиск не перевищували деякої величини. У деяких системах використовуються обидва типи фільтрів (комбінована система фільтрації).

## Типи фільтрів

### Механічні
У цих фільтрах для видалення домішок використовується явище фільтрації (найпоширеніший тип фільтрів на сьогодні). В автомобілях такі фільтри, як правило, виконані у вигляді картриджів. При забрудненні такі картриджі виймаються з фільтру і замінюються новими. Втім також існують і одноразові оливні фільтри без змінних картриджів. Механічні фільтри отримали широке поширення в системах об'ємного гідропривода. Зокрема, встановлюють наступні типи механічних фільтрів:
- паперові;
- сітчасті;
- повстяні;
- дротові;
- пластинчасті та ін.

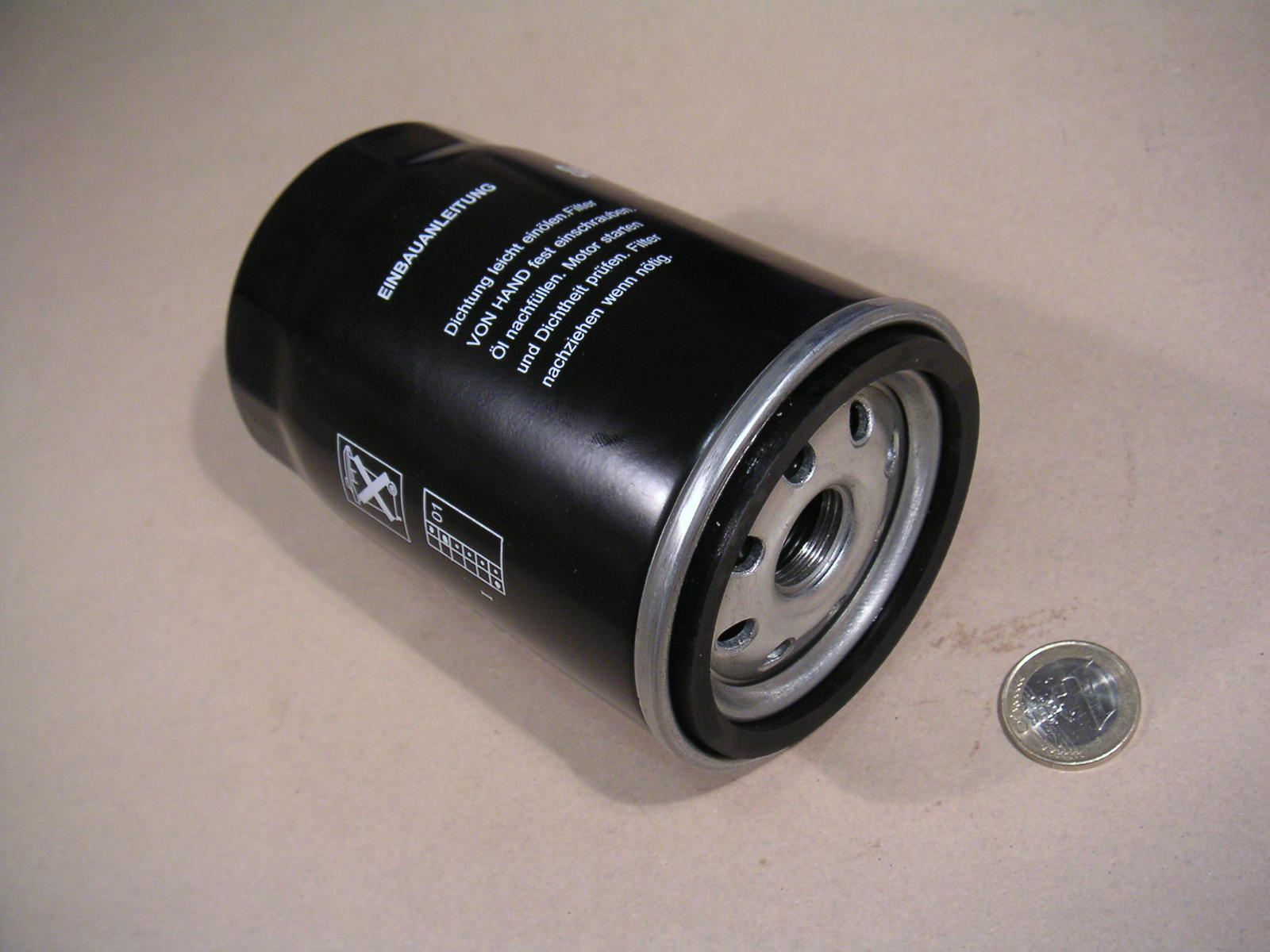
Одноразовий автомобільний оливний фільтр

Паперові і повстяні фільтри відносять до фільтрів тонкої фільтрації, а сітчасті, пластинчасті і дротяні — до фільтрів середньої і грубої фільтрації, При цьому строгої межі між фільтрами тонкої фільтрації і фільтрами, наприклад, середньої фільтрації не існує.

### Магнітні
Цей тип фільтрів використовує постійний магніт або електромагніт для видалення феромагнітних забруднюючих речовин.

### Гравітаційні

Умовне позначення фільтра на принципових гідравлічних схемах

Принцип роботи базується на осадженні частинок, з більшою густиною ніж в оливи під дією сили тяжіння.

### Відцентрові
Для видалення забруднювачів використовуються сили інерції при зміні напряму руху потоку оливи (зокрема, в умовах обертового руху з використанням центрифуги).

## Конструкція оливного фільтра
Повнопотоковий фільтр зазвичай складається з металевого корпусу, фільтрувального елемента і двох клапанів: перепускного (його називають іноді запобіжним або обвідним) і зворотного (антидренажного) клапанів. Зовнішній корпус виготовляється з різних матеріалів: алюміній, сталь, пластик. Все пов'язано з умовами і температурою.
Перепускний клапан забезпечує подачу оливи в двигун в тих випадках, коли його не пропускає фільтрувальний елемент. Так буває, якщо елемент забруднений, а також при різкому підвищенні частоти обертання вала двигуна або зростання в'язкості оливи на холоді. Призначення зворотного клапана — утримувати оливу в фільтрі при непрацюючому двигуні з тим, щоб забезпечити швидке встановлення заданого тиску в системі під час запуску двигуна.

## Якість фільтрації
Для оцінки якості фільтрації існують два параметри:
- номінальний ступінь фільтрації — це розмір часток, затримуваних фільтром на 95 %;
- абсолютний ступінь фільтрації — це розмір часток, повністю затримуваних фільтром.

У вітчизняній практиці прийнято оцінювати фільтри за номінальним ступенем фільтрації. Наприклад, в дорожньо-будівельній техніці номінальний ступінь фільтрації більшості фільтрів систем гідроприводу становить 25-40 мкм. В авіації вимоги до фільтрації жорсткіші, і номінальний ступінь фільтрації більшості фільтрів становить 5 мкм і менше.
Чим якісніша фільтрація, тим більший опір чинить потоку рідини фільтр, але, з іншого боку, тим менший вплив чинять забруднення робочої рідини на знос деталей гідроустаткування.